# FIP (radiozender)
FIP (stond voor France Inter Paris) is een Franse muzikale publieke radiozender van de omroep Radio France gecreëerd in 1971.
De directeur van FIP is Ruddy Aboab sinds 3 januari 2022.

## Historie
FIP is op 5 januari 1971 om 17 uur gestart met uitzenden door Roland Dhordain, Jean Garetto en Pierre Codou. De zender was toen te beluisteren op de 514 m (585 kHz) op de middengolf in Parijs, vandaar de naam France Inter Paris (toen een lokale versie van France Inter) en haar afkorting FIP 514.

## Programmering
Het concept achter FIP is nauwelijks veranderd sinds de oprichting: nonstop een eclectische mix van muzikale genres: onder meer chanson, klassiek, filmmuziek, jazz, rock, wereldmuziek, reggae en groove. FIP is een van de weinige stations in de wereld met een dergelijke programmering. Het station zendt geen reclame uit, net als alle andere zenders van de Radio France-groep. De uitzendingen worden live gepresenteerd tussen 07:00 - 22:00, waarna een computer een selectie herhaalt van de muziek van eerder die dag. Ook zendt FIP een aantal themazenders uit die de muziekcategorieën van FIP elk individueel uitzenden.
Sinds juni 2020 wordt de muziek niet meer onderbroken voor het laten horen van de Franse verkeersinformatie, en nieuwsuitzendingen die op 10 minuten voor het hele uur gangbaar waren.